# Ilex taubertiana
Ilex taubertiana é uma espécie de plantas da famílias das aquifoliáceas. Esta espécie é endêmica do Brasil.

## Distribuição
Esta espécie é endêmica do Brasil, ocorre na Floresta ombrófila mista, nos estados de Minas Gerais, São Paulo, Rio de Janeiro, Paraná, Rio Grande do Sul e Santa Catarina.